# 안협 손씨
안협 손씨(安峽孫氏)는 강원도 안협군을 관향으로 하는 한국의 성씨이다.

## 역사
시조 손관(孫冠, 1024년 ~ 1109년)은 고려 문종 때 과거에 급제한 뒤, 좌보궐(左補闕)을 거쳐 선종 때 우간의대부(右諫議大夫)를 지내고, 현종 때 지중추원사 상서우복야 참지정사 판호부사(知中樞院事尙書右僕射參知政事判戶部事)로 치사하였다. 시호는 장간(章簡)이다. 

## 본관
안협(安峽)은 강원도 안협군이다. 본래 고구려의 아진압현(阿珍押縣, 또는 窮岳縣)이었는데, 신라 경덕왕이 안협으로 바꾸어 황해도 토산군(兎山郡)의 영현으로 삼았다. 1018년(현종 9) 동주(東州: 지금의 鐵原)에 속했고, 1414년(태종 14)경기도의 삭녕군(朔寧郡)과 합하여 안삭군(安朔郡)으로 하였다가 2년 후 다시 분리하여 안협현으로 하였다. 1424년(세종 6) 경기도에서 강원도로 이속시켰고, 1895년(고종 32) 안협군으로 승격되었다가 1913년 이천군(伊川郡)에 합해졌다. 

## 인구
2015년 대한민국 통계청에서 안협 손씨는 53명으로 조사되었다.

## 참고 자료
- “안협손씨(安峽孫氏)”. 뿌리를 찾아서.[깨진 링크(과거 내용 찾기)]